# Doliolina obscura
Doliolina obscura är en ryggsträngsdjursart som beskrevs av Takasi Tokioka och D. Berner 1958. Doliolina obscura ingår i släktet Doliolina och familjen tunnsalper. Inga underarter finns listade i Catalogue of Life.